# Discographie de Soundgarden
La discographie de Soundgarden, un groupe de rock américain, se compose de 6 albums studio, 2 albums live, 6 albums de compilation, 8 Eps, 24 singles et 23 clips.
Soundgarden se forme à Seattle, dans l'État de Washington en 1984 par le chanteur Chris Cornell, le guitariste Kim Thayil et le bassiste Hiro Yamamoto. Le poste de batteur est initialement occupé par Cornell jusqu'en 1986, date à laquelle Matt Cameron devient le batteur permanent du groupe. Le groupe signe avec le label indépendant Sub Pop et sort l'EP Screaming Life en 1987 et l'EP Fopp en 1988. En 1988, le groupe signe avec le label punk SST Records et sort son premier album, Ultramega OK. Le groupe signe ensuite avec A&M Records, devenant ainsi le premier groupe grunge à signer avec un label majeur. En 1989, le groupe sort son deuxième album, Louder Than Love.
En 1990, le bassiste Hiro Yamamoto quitte le groupe et est remplacé par Ben Shepherd. En 1991 sort le troisième album Badmotorfinger. L'album amène le groupe à un nouveau niveau de succès commercial et Soundgarden se retrouve au milieu de la soudaine popularité et de l'attention portée à la scène musicale de Seattle et du mouvement grunge. Avec le prochain album Soundgarden connaît un succès international. Superunknown, sorti en 1994, se classe à la première place du Billboard 200 et connaît plusieurs singles à succès, dont Spoonman et Black Hole Sun. En 1996, le groupe sort son cinquième album studio, Down on the Upside. Bien que réussi, l'album ne connaît pas le succès de Superunknown. En 1997, Soundgarden se sépare en raison de conflits internes concernant sa direction artistique.
En 2010, le groupe se reforme. Le premier album studio du groupe en 16 ans, King Animal, sort en 2012 et se classe à la cinquième place du Billboard 200.
En 2017, la mort du chanteur Chris Cornell met fin à la carrière du groupe. Soundgarden a vendu 10 millions d'albums aux États-Unis et plus de 25 millions à l'international,.

## Albums

### Albums studio
| Titre                                                                                        | Classements | Classements | Classements | Classements | Classements | Classements | Classements | Classements | Classements | Classements | Classements | Classements | Classements | Classements | Classements | Classements | Classements | Classements | Classements | Classements | Certifications                                                                 |
| Titre                                                                                        | USA         | ALL         | AUS         | AUT         | BEL         | BEL         | CAN         | DAN         | ECO         | ESP         | FIN         | FRA         | ITA         | NOR         | N-Z         | P-B         | POR         | SUÈ         | SUI         | UK          | Certifications                                                                 |
| Titre                                                                                        | USA         | ALL         | AUS         | AUT         | (V)         | (W)         | CAN         | DAN         | ECO         | ESP         | FIN         | FRA         | ITA         | NOR         | N-Z         | P-B         | POR         | SUÈ         | SUI         | UK          | Certifications                                                                 |
| -------------------------------------------------------------------------------------------- | ----------- | ----------- | ----------- | ----------- | ----------- | ----------- | ----------- | ----------- | ----------- | ----------- | ----------- | ----------- | ----------- | ----------- | ----------- | ----------- | ----------- | ----------- | ----------- | ----------- | ------------------------------------------------------------------------------ |
| Ultramega OK - Sortie : 31 octobre 1988 - Label : SST - Format : LP, CD, Cassette            | —           | —           | —           | —           | —           | 122         | —           | —           | 95          | —           | —           | —           | —           | —           | —           | —           | —           | —           | —           | —           | —                                                                              |
| Louder Than Love - Sortie : 5 septembre 1989 - Label : A&M - Format : LP, CD, Cassette       | 108         | —           | —           | —           | —           | —           | —           | —           | —           | —           | —           | —           | —           | —           | —           | —           | —           | —           | —           | —           | —                                                                              |
| Badmotorfinger - Sortie : 8 octobre 1991 - Label : A&M - Format : LP, CD, Cassette           | 39          | —           | 27          | —           | —           | —           | 50          | —           | 67          | —           | —           | —           | —           | —           | 16          | —           | 50          | —           | —           | 39          | 2 × Platine · Or · Platine · Platine · Or                                      |
| Superunknown - Sortie : 8 mars 1994 - Label : A&M - Format : LP, CD, Cassette                | 1           | 13          | 1           | 19          | —           | 138         | 2           | —           | 4           | 85          | —           | 26          | 28          | 5           | 1           | 11          | 43          | 3           | 9           | 4           | : 6 × Platine · 3 × Platine · 3 × Platine · Or · Platine · Or · Or · Platine · |
| Down on the Upside - Sortie : 21 mai 1996 - Label : A&M - Format : LP, CD, Cassette          | 2           | 15          | 1           | 12          | 18          | 19          | 4           | —           | 11          | —           | 4           | 44          | —           | 6           | 1           | 12          | —           | 3           | 20          | 7           | Platine · Platine · Platine · Platine · Argent ·                               |
| King Animal - Sortie : 13 novembre 2012 - Label : Republic - Format : LP, CD, Téléchargement | 5           | 10          | 6           | 19          | 43          | 46          | 6           | 5           | 24          | 22          | 10          | 67          | 18          | 13          | 4           | 24          | —           | 25          | 9           | 21          | —                                                                              |
| "—" indique que l'album n'entra pas dans les classements musicaux de ces pays.               |             |             |             |             |             |             |             |             |             |             |             |             |             |             |             |             |             |             |             |             |                                                                                |

### Albums live
| Titre | Classements | Classements | Classements | Classements | Classements | Classements | Classements | Classements |
| Titre | USA         | ALL         | BEL         | BEL         | ECO         | ESP         | FRA         | SUI         |
| Titre | USA         | ALL         | (V)         | (W)         | ECO         | ESP         | FRA         | SUI         |
| --- | ----------- | ----------- | ----------- | ----------- | ----------- | ----------- | ----------- | ----------- |
| Live on I-5 - Sortie : 22 mars 2011 - Label : A&M - Format : LP, CD                                        | 47          | —           | —           | —           | —           | —           | —           | —           |
| Live from the Artists Den - Sortie : 26 juillet 2019 - Label : Universal - Format : LP, CD, Téléchargement | —           | 39          | 87          | 77          | 31          | 78          | 229         | 32          |
| "—" indique que l'album n'entra pas dans les classements musicaux de ces pays.                             |             |             |             |             |             |             |             |             |

### Compilations
| Titre | Classements | Classements | Classements | Classements | Classements | Classements | Classements | Classements | Classements | Classements | Classements | Classements | Classements | Classements | Certifications   |
| Titre | USA         | ALL         | AUS         | BEL         | BEL         | CAN         | ECO         | ESP         | ITA         | NOR         | N-Z         | P-B         | SUI         | UK          | Certifications   |
| Titre | USA         | ALL         | AUS         | (V)         | (W)         | CAN         | ECO         | ESP         | ITA         | NOR         | N-Z         | P-B         | SUI         | UK          | Certifications   |
| --- | ----------- | ----------- | ----------- | ----------- | ----------- | ----------- | ----------- | ----------- | ----------- | ----------- | ----------- | ----------- | ----------- | ----------- | ---------------- |
| Screaming Life/Fopp - Sortie : 11 mai 1990 - Label : Sub Pop - Format : CD, Cassette                             | —           | —           | —           | —           | —           | —           | —           | —           | —           | —           | —           | —           | —           | —           | —                |
| A-Sides - Sortie : 4 novembre 1997 - Label : A&M - Format : CD, Cassette                                         | 63          | —           | 39          | —           | —           | 51          | 72          | —           | —           | —           | 6           | —           | —           | 90          | Or · Argent ·    |
| Telephantasm - Sortie : 28 septembre 2010 - Label : A&M - Format : LP, CD                                        | 24          | 73          | 20          | 96          | 76          | 15          | 83          | 66          | 48          | 35          | 12          | 97          | 94          | 83          | Platine · Argent |
| The Classic Album Selection - Sortie : 21 mai 2012 - Label : A&M - Format : CD, Box set                          | —           | —           | —           | 149         | 193         | —           | —           | —           | —           | —           | —           | —           | —           | —           | —                |
| Echo of Miles: Scattered Tracks Across the Path - Sortie : 24 novembre 2014 - Label : A&M - Format : CD, Box set | —           | —           | —           | —           | —           | —           | —           | 71          | —           | —           | —           | —           | 86          | —           | —                |
| "—" indique que l'album n'entra pas dans les classements musicaux de ces pays.                                   |             |             |             |             |             |             |             |             |             |             |             |             |             |             |                  |

## EP
| Année | Titre                                    | Détails                                                                     |
| ----- | ---------------------------------------- | --------------------------------------------------------------------------- |
| 1987  | Screaming Life                           | - Sortie : 1er octobre 1987 - Label : Sub Pop - Format : Cassette, Maxi 12" |
| 1988  | Fopp                                     | - Sortie : 1er août 1988 - Label : Sub Pop - Format : Maxi 12"              |
| 1990  | Loudest Love                             | - Sortie : octobre 1990 - Label : A&M - Format : CD                         |
| 1992  | Satanoscillatemymetallicsonatas          | - Sortie : 23 juin 1992 - Label : A&M - Format : CD                         |
| 1995  | Songs from the Superunknown              | - Sortie : 21 novembre 1995 - Label : A&M - Format : CD                     |
| 2011  | Before the Doors: Live on I-5 Soundcheck | - Sortie : 25 novembre 2011 - Label : A&M - Format : Maxi 10"               |
| 2013  | King Animal Demos                        | - Sortie : 20 novembre 2013 - Label : Republic - Format : Maxi 10"          |

## Singles
| Titre                                                                            | Détails                                                                                                | Classements des ventes | Classements des ventes | Classements des ventes | Classements des ventes | Classements des ventes | Classements des ventes | Classements des ventes | Classements des ventes | Classements des ventes | Classements des ventes | Classements des ventes | Classements des ventes | Classements des ventes | Classements des ventes | Classements des ventes | Classements des ventes | De l'album                                      |
| Titre                                                                            | Détails                                                                                                | USA Hot 100            | USA Main,              | USA Alt.               | ALL                    | AUS                    | BEL (V)                | CAN                    | FIN                    | FRA                    | IRL                    | ITA                    | N-Z                    | P-B                    | SUÈ                    | SUI                    | UK                     | De l'album                                      |
| -------------------------------------------------------------------------------- | --- | ---------------------- | ---------------------- | ---------------------- | ---------------------- | ---------------------- | ---------------------- | ---------------------- | ---------------------- | ---------------------- | ---------------------- | ---------------------- | ---------------------- | ---------------------- | ---------------------- | ---------------------- | ---------------------- | ----------------------------------------------- |
| Hunted Down                                                                      | - Sortie : 1er juin 1987 - Face B : Nothing to Say - Label : Sub Pop                                   | —                      | —                      | —                      | —                      | —                      | —                      | —                      | —                      | —                      | —                      | —                      | —                      | —                      | —                      | —                      | —                      | Screaming Life EP                               |
| Flower                                                                           | - Sortie : mai 1989 - Face B : Head Injury / Toy Box - Label : SST Records                             | —                      | —                      | —                      | —                      | —                      | —                      | —                      | —                      | —                      | —                      | —                      | —                      | —                      | —                      | —                      | —                      | Ultramega OK                                    |
| Loud Love                                                                        | - Sortie : juillet 1989 - Face B : Heretic - Label : A&M                                               | —                      | —                      | —                      | —                      | —                      | —                      | —                      | —                      | —                      | —                      | —                      | —                      | —                      | —                      | —                      | 87                     | Louder Than Love                                |
| Get on the Snake                                                                 | - Promo - Sortie : 1989 - Label : A&M                                                                  | —                      | —                      | —                      | —                      | —                      | —                      | —                      | —                      | —                      | —                      | —                      | —                      | —                      | —                      | —                      | —                      | Louder Than Love                                |
| Hands All Over                                                                   | - Sortie: avril 1990 - Face B : Come Together - Label : A&M Records                                    | —                      | —                      | —                      | —                      | —                      | —                      | —                      | —                      | —                      | —                      | —                      | —                      | —                      | —                      | —                      | 82                     | Louder Than Love                                |
| Room a Thousand Years Wide                                                       | - Sortie : octobre 1990 - Face B : H.I.V. Baby - Label : Sub Pop                                       | —                      | —                      | —                      | —                      | —                      | —                      | —                      | —                      | —                      | —                      | —                      | —                      | —                      | —                      | —                      | —                      | Non album Single                                |
| Jesus Christ Pose                                                                | - Sortie : septembre 1991 - Face B : Stray Cat Blues / Into the Void - Label : A&M                     | —                      | —                      | —                      | —                      | —                      | —                      | —                      | —                      | —                      | —                      | —                      | —                      | —                      | —                      | —                      | 30                     | Badmotorfinger                                  |
| Outshined                                                                        | - Sortie : novembre 1991 - Face B : Cold Bitch - Label: A&M                                            | —                      | 45                     | —                      | —                      | —                      | —                      | —                      | —                      | —                      | —                      | —                      | —                      | —                      | —                      | —                      | 50                     | Badmotorfinger                                  |
| Rusty Cage                                                                       | - Sortie : mars 1992 - Face B : Big Bottom / Earache My Eye (live) - Label: A&M                        | —                      | —                      | —                      | —                      | —                      | —                      | —                      | —                      | —                      | —                      | —                      | —                      | —                      | —                      | —                      | 41                     | Badmotorfinger                                  |
| Spoonman                                                                         | - Sortie : 14 février 1994 - Face B : Cold Bitch - Label: A&M                                          | —                      | 3                      | 9                      | —                      | —                      | —                      | 12                     | —                      | —                      | 23                     | —                      | 10                     | 37                     | 37                     | —                      | 20                     | Superunknown                                    |
| The Day I Tried to Live                                                          | - Sortie : 18 avril 1994 - Face B : Like Suicide (acoustique) - Label: A&M                             | —                      | 13                     | 25                     | —                      | —                      | —                      | —                      | —                      | —                      | —                      | —                      | —                      | —                      | —                      | —                      | 42                     | Superunknown                                    |
| Black Hole Sun                                                                   | - Sortie : 13 mai 1994 - Face B : Like Suicide (acoustique) - Label: A&M - Or - Or - Or - Or - Platine | —                      | 1                      | 2                      | 26                     | —                      | 37                     | 5                      | —                      | 10                     | 7                      | —                      | 22                     | 25                     | 19                     | —                      | 12                     | Superunknown                                    |
| My Wave                                                                          | - Sortie : 30 octobre 1994 - Face B : Spoonman(remix) - Label: A&M                                     | —                      | 11                     | 18                     | —                      | —                      | —                      | 66                     | —                      | —                      | —                      | —                      | 46                     | —                      | —                      | —                      | —                      | Superunknown                                    |
| Fell on Black Days                                                               | - Sortie : octobre 1994 - Face B : Kyle Petty, Son of Richard - Label: A&M                             | —                      | 4                      | 13                     | —                      | —                      | —                      | 66                     | —                      | —                      | 14                     | —                      | —                      | 45                     | —                      | —                      | 24                     | Superunknown                                    |
| Pretty Noose                                                                     | - Sortie : 7 mai 1996 - Face B : Jerry Garcia's Finger - Label: A&M                                    | —                      | 4                      | 2                      | —                      | —                      | —                      | 43                     | 10                     | —                      | —                      | 43                     | 18                     | —                      | 42                     | 47                     | 14                     | Down on the Upside                              |
| Burden in My Hand                                                                | - Sortie : 16 septembre 1996 - Face B : Karaoke - Label: A&M                                           | —                      | 1                      | 2                      | —                      | —                      | —                      | 9                      | —                      | —                      | —                      | —                      | —                      | —                      | —                      | —                      | 33                     | Down on the Upside                              |
| Blow Up the Outside World                                                        | - Sortie : 16 décembre 1996 - Face B : Dusty (Moby Mix) - Label: A&M                                   | —                      | '1                     | 8                      | —                      | —                      | —                      | 89                     | —                      | —                      | —                      | —                      | —                      | —                      | —                      | —                      | 40                     | Down on the Upside                              |
| Ty Cobb*                                                                         | - Sortie : avril 1997 - Face B : Rhinosaur - Label: A&M                                                | —                      | 19                     | —                      | —                      | —                      | —                      | —                      | —                      | —                      | —                      | —                      | —                      | —                      | —                      | —                      | —                      | Down on the Upside                              |
| Bleed Together                                                                   | - Promo - Sortie : novembre 1997 - Label: A&M                                                          | —                      | 13                     | 32                     | —                      | —                      | —                      | 28*                    | —                      | —                      | —                      | —                      | —                      | —                      | —                      | —                      | —                      | A-Sides                                         |
| Black Rain (Edit)                                                                | - Sortie : 28 septembre 2010 - Face B : Black Rain (album vers.) - Label: A&M                          | 96                     | 10                     | 20                     | —                      | —                      | —                      | 44                     | —                      | —                      | —                      | 111                    | —                      | —                      | —                      | —                      | —                      | Telephantasm                                    |
| The Telephantasm                                                                 | - Sortie : 26 novembre 2010 - Face B : Gun (live) - Label: A&M                                         | —                      | —                      | —                      | —                      | —                      | —                      | —                      | —                      | —                      | —                      | —                      | —                      | —                      | —                      | —                      | —                      | Telephantasm                                    |
| Live to Rise                                                                     | - Sortie : 17 avril 2012 - Label: Hollywood Records                                                    | —                      | 1                      | 12                     | —                      | —                      | —                      | 69                     | —                      | —                      | —                      | —                      | —                      | —                      | —                      | —                      | —                      | B.O. du film Avengers                           |
| Been Away Too Long                                                               | - Sortie : 27 septembre 2012 - Label: Republic Records                                                 | —                      | 1                      | 16                     | —                      | —                      | —                      | 93                     | —                      | —                      | —                      | —                      | —                      | —                      | —                      | —                      | —                      | King Animal                                     |
| Halfway There                                                                    | - Promo - Sortie : 2012 - Label: Republic Rec.                                                         | —                      | 13                     | —                      | —                      | —                      | —                      | —                      | —                      | —                      | —                      | —                      | —                      | —                      | —                      | —                      | —                      | King Animal                                     |
| By Crooked Steps                                                                 | - Promo - Sortie : 12 février 2013 - Label: Republic Rec.                                              | —                      | 1                      | —                      | —                      | —                      | —                      | —                      | —                      | —                      | —                      | —                      | —                      | —                      | —                      | —                      | —                      | King Animal                                     |
| Storm                                                                            | - Promo - Sortie : 28 octobre 2014 - Label: A&M                                                        | —                      | —                      | —                      | —                      | —                      | —                      | —                      | —                      | —                      | —                      | —                      | —                      | —                      | —                      | —                      | —                      | Echo of Miles: Scattered Tracks Across the Path |
| New Damage (live)                                                                | - Promo - Sortie : 21 juin 2019 - Face B : Blind Dogs (live) - Label: A&M                              | —                      | —                      | —                      | —                      | —                      | —                      | —                      | —                      | —                      | —                      | —                      | —                      | —                      | —                      | —                      | —                      | Live From The Artists Den                       |
| "—" indique que le single n'entra pas dans les classements musicaux de ces pays. | |                        |                        |                        |                        |                        |                        |                        |                        |                        |                        |                        |                        |                        |                        |                        |                        |                                                 |

## Vidéographie
| Année | Titre                     | Détails                                                                  |
| ----- | ------------------------- | ------------------------------------------------------------------------ |
| 1990  | Louder Than Live          | - Sortie : 22 mai 1990 - Label : A&M - Format : VHS                      |
| 1992  | Motorvision               | - Sortie : 17 novembre 1992 - Label : A&M - Format : VHS                 |
| 2019  | Live from the Artists Den | - Sortie : 26 juillet 2019 - Label : Universal - Format : Disque Blu-ray |

## Clips
| Année | Titre                     | Réalisateur       | Album              |
| ----- | ------------------------- | ----------------- | ------------------ |
| 1988  | Flower                    | Mark Miremont     | Ultramega OK       |
| 1989  | Loud Love                 | Kevin Kerslake    | Louder Than Love   |
| 1990  | Hands All Over            | Kevin Kerslake    | Louder Than Love   |
| 1991  | Jesus Christ Pose         | Eric Zimmerman    | Badmotorfinger     |
| 1991  | Outshined (version 1)     | Matt Mahurin      | Badmotorfinger     |
| 1991  | Outshined (version 2)     | Kevin Kerslake    | Badmotorfinger     |
| 1992  | Rusty Cage                | Eric Zimmerman    | Badmotorfinger     |
| 1994  | Spoonman                  | Jeffrey Plansker  | Superunknown       |
| 1994  | The Day I Tried to Live   | Matt Mahurin      | Superunknown       |
| 1994  | Black Hole Sun            | Howard Greenhalgh | Superunknown       |
| 1994  | My Wave                   | Henry Shepherd    | Superunknown       |
| 1994  | Fell on Black Days        | Jake Scott        | Superunknown       |
| 1995  | Superunknown              | Numillennia       | Superunknown       |
| 1996  | Pretty Noose (version 1)  | Frank Kozik       | Down On The Upside |
| 1996  | Pretty Noose (version 2)  | Henry Shepherd    | Down On The Upside |
| 1996  | Burden in My Hand         | Jake Scott        | Down On The Upside |
| 1996  | Blow Up the Outside World | Gerald Casale     | Down On The Upside |
| 2010  | Get on the Snake (Live)   | -                 | Telephantasm       |
| 2010  | Black Rain                | Brendon Small     | Telephantasm       |
| 2012  | Live to Rise              | Robert Hales      | Avengers Assemble  |
| 2012  | Been Away Too Long        | Josh Graham       | King Animal        |
| 2013  | By Crooked Steps          | Dave Grohl        | King Animal        |
| 2013  | Halfway There             | Josh Graham       | King Animal        |

## Participations
| Année | Titre                                 | Album              | Label                 |
| ----- | ------------------------------------- | ------------------ | --------------------- |
| 1986  | Heretic Tears to Forget All Your Lies | Deep Six           | C/Z Records           |
| 1988  | Sub Pop Rock City                     | Sub Pop 200        | Sub Pop               |
| 1990  | Ugly Truth (live)                     | New Music Awards   | College Music Journal |
| 1990  | Fresh Deadly Roses                    | Pave the Earth     | A&M                   |
| 1992  | Birth Ritual                          | Singles            | Epic                  |
| 1993  | Show Me                               | No Alternative     | Arista                |
| 1993  | HIV Baby                              | Born to Choose     | Rykodisc              |
| 1994  | New Damage (avec Brian May)           | Alternative NRG    | Hollywood             |
| 1995  | Blind Dogs                            | Basketball Diaries | Island                |
| 1996  | Kyle Petty, Son of Richard            | Home Alive         | Epic                  |
| 1996  | Live to Rise                          | Avengers Assemble  | Hollywood             |